# إضافة سيليل
إضافة السيليل (ملاحظة 1) هو تفاعل كيميائي يتضمن غالباً إضافة مجموعة سيليل مستبدلة R3Si إلى جزيء. يعد هذا التفاعل أساساً في كيمياء السيليكون العضوية.
يمكن عملياً إضافة مجموعة السيليل إلى عدد من عائلات المركبات العضوية من ضمنها الكحولات والأحماض الكربوكسيلية والأمينات والثيولات والفوسفات العضوي. عادةً ما يجرى تفاعل نزع بروتون على الركازة بواسطة قاعدة كيميائية قوية مثل ثالثي بوتيل الليثيوم أو كاشف غرينيار، يلي ذلك المعالجة بمركبات السيلانات الكلورية، مثل كلوريد ثلاثي ميثيل السيليل:
{\displaystyle {\ce {ROH + BuLi -> ROLi + BuH}}}
{\displaystyle {\ce {ROLi + Me3SiCl -> ROSiMe3 + LiCl}}}

## الاستخدامات
من الفوائد المترتبة على إضافة السيليل هو زيادة التطايرية للمركبات العضوية، مما يجعلها ملائمة لتقنيات الاستشراب الغازي مع مطيافية الكتلة من أجل تحليل البنية.